# Cercatrice di pulci
Cercatrice di pulci è un dipinto del pittore bolognese Giuseppe Maria Crespi - detto lo Spagnolo o lo Spagnoletto -  conservato a Firenze, agli Uffizi. Il dipinto è noto anche coi titoli La pulce e Donna che si alza dal letto.

## Storia e descrizione
I critici d'arte sono incerti se questo dipinto rappresenti una scena fine a se stessa, oppure se si tratti del solo dipinto a noi noto, di una serie di rami, dipinti ad olio e con scene di vita vissuta, così come afferma Longhi. Di questa opera sono note varie versioni, tra cui quella conservata a Pisa, al Museo nazionale di Palazzo Reale, che presenta varianti rispetto a questa degli Uffizi; ma che proviene ugualmente dalla Guardaroba dei granduchi di Toscana.
Crespi cerca l'impatto sulla vita delle cose minime, come le pulci che stravolgono spiacevolmente il benessere e l'igiene. Una donna, sconvolta, al suo risveglio si gratta per scacciare questi insetti invadenti. Crespi, che fu anche ritrattista e caricaturista, con un pizzico d'ironia si è divertito a cogliere questo personaggio in un ambiente disordinato e in una posa umiliante, anti erotica ed anti eroica.

### Esposizioni
- Mostra del Settecento bolognese, Bologna, 1935[4]
- Mostra celebrativa di Giuseppe Maria Crespi, Bologna, 1948
- Artisti alla corte granducale, Firenze, 1969[3]
- Giuseppe Maria Crespi nei Musei fiorentini, Firenze, 1993